# آلتو دو ل جونتاس
التو دو ل جونتاس (به اسپانیایی: Alto de las Juntas) یک منطقهٔ مسکونی در آرژانتین است که در ایالت کاتامارکا واقع شده‌است.